# Deer Island (Jefferson County, New York)
Deer Island ist eine der Thousand Islands im US-Bundesstaat New York. Sie liegt zwischen den Vereinigten Staaten und Kanada, 3 km nördlich Alexandria Bay, New York im Abfluss des Ontariosees an den Anfängen des Sankt-Lorenz-Stroms. Sie ist vollständig im Besitz der Russell Trust Association und dient der Geheimgesellschaft Skull and Bones als Rückzugsort.